# Ayent
Ayent je obec ve švýcarském kantonu Valais. Leží v okrese Hérens ve frankofonní části kantonu. Žije zde přibližně 4 100 obyvatel.

## Geografie
Ayent leží na pravé straně údolí Rhôny, oddělené od zbytku okresu Hérens. Na severu se obec rozkládá až k Wildhornu. Na jih od Wildhornu leží na území obce většina ledovce Wildhorn. Na severovýchodě obce se nachází vodní nádrž Lac de Tseuzier. Obcí vede cesta do průsmyku Rawilpass.
Sousedními obcemi Ayentu jsou Lenk (kanton Bern) na severu, Icogne na východě, Saint-Léonard na jihovýchodě, hlavní město kantonu, Sion, na jihu, Grimisuat na jihozápadě, Arbaz na západě, Savièse na severozápadě a Lauenen (kanton Bern) na severoseverozápadě.

## Historie

Letecký pohled (1955)

Název místa Ayent je poprvé zmíněn v listině z roku 1052 (jako Agent), obec v roce 1257.
Od roku 1376 do roku 1798 patřila obec sionskému biskupovi, který jej svěřil pod správu kastelána. Obec, poprvé zmiňovaná v polovině 13. století, se ve středověku rozdělila na čtvrti (části) Luc, Botyre a Arbaz. Dějiny Ayentu charakterizovaly spory s Lensem, Grimisuatem a Arbazem. V roce 1877 se Arbaz politicky oddělil od obce. Obcí prochází trasa přes dříve významný průsmyk Rawilpass. Stezka pro muly, v 19. století několikrát opravovaná, však postupně ztratila význam. Po silnici Sion–Ayent, vybudované v letech 1892 a 1918, lze v současnosti dojet až k přehradě Rawil (Lac de Tseuzier), která byla postavena v roce 1956. Elektrárna na řece Lienne byla dokončena v roce 1909. V první třetině 20. století bylo pro Ayent stále ještě charakteristické především zemědělství.
Při silném zemětřesení ve Švýcarsku v roce 1946 bylo v oblasti Alp nad Ayentem zničeno několik domů a horské jezero Lac de Luchet zasypal sesuv půdy.

## Obyvatelstvo

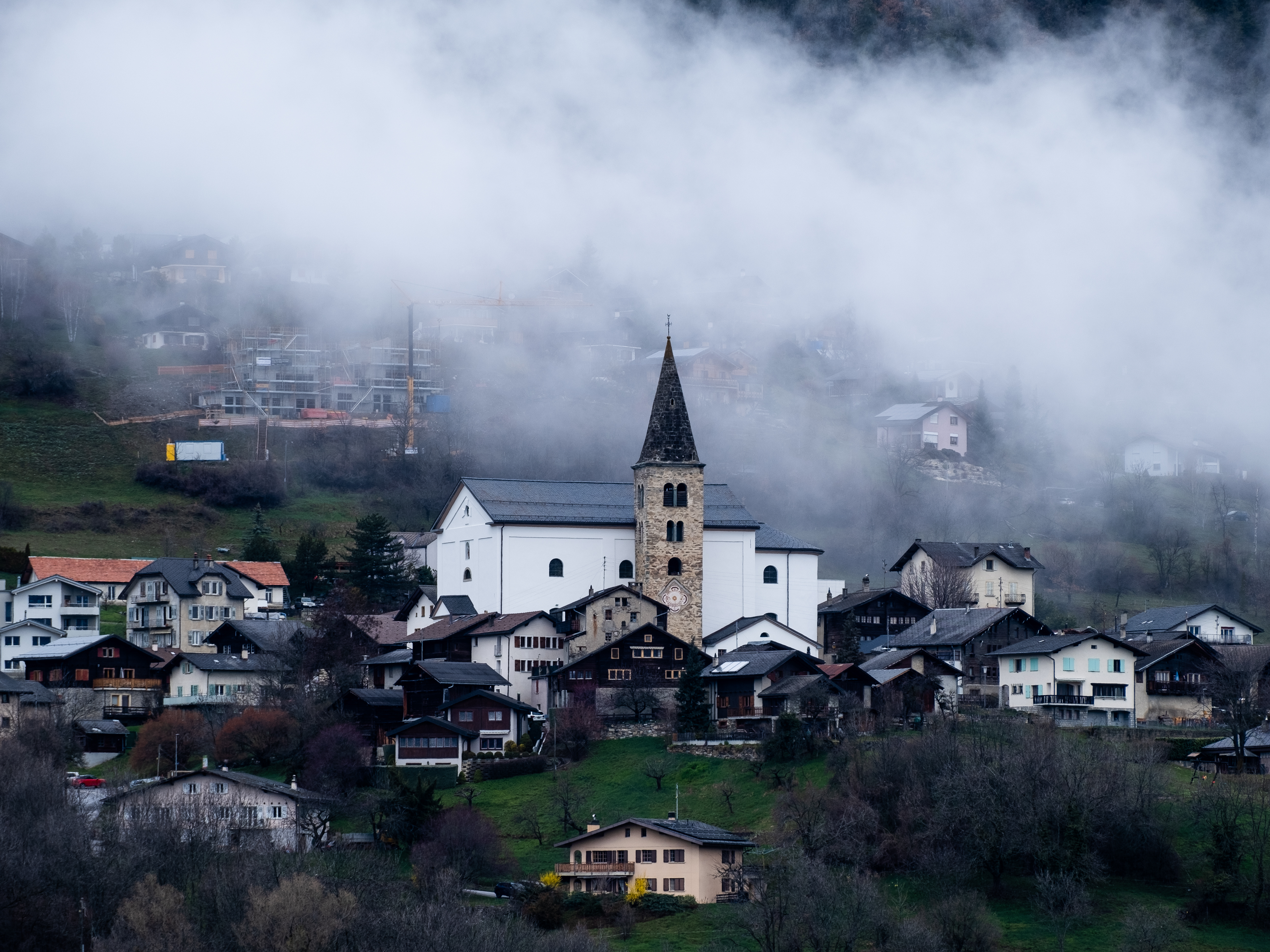
Kostel de Saint-Romain

| Vývoj počtu obyvatel | Vývoj počtu obyvatel | Vývoj počtu obyvatel | Vývoj počtu obyvatel | Vývoj počtu obyvatel | Vývoj počtu obyvatel | Vývoj počtu obyvatel | Vývoj počtu obyvatel | Vývoj počtu obyvatel | Vývoj počtu obyvatel | Vývoj počtu obyvatel |
| -------------------- | -------------------- | -------------------- | -------------------- | -------------------- | -------------------- | -------------------- | -------------------- | -------------------- | -------------------- | -------------------- |
| Rok                  | 1850                 | 1900                 | 1950                 | 1980                 | 1990                 | 2000                 | 2010                 | 2012                 | 2014                 | 2016                 |
| Počet obyvatel       | 1099                 | 1450                 | 2289                 | 2722                 | 2581                 | 3001                 | 3606                 | 3734                 | 3852                 | 3935                 |